# Daniel-Ernst-Jablonski-Medaille
Die Daniel-Ernst-Jablonski-Medaille ist eine Auszeichnung, die seit dem Jahre 2008 von der Leibniz-Sozietät der Wissenschaften zu Berlin vergeben wird. Die Medaille wird an Personen verliehen, die sich um die Förderung des Zwecks und der Arbeiten der Wissenschaftlervereinigung verdient gemacht haben.
Die Auszeichnung ist nach dem Gelehrten Daniel Ernst Jablonski benannt.

## Preisträgerinnen und Preisträger
- 2008: Heinz Kautzleben, Gert Wangermann
- 2009: Joachim Herrmann, Karl Lanius
- 2010: Wolfgang Eichhorn, Lothar Kolditz
- 2011: Karl-Heinz Bernhardt, Wolfdietrich Hartung, Rita Schober
- 2012: Wolfgang Küttler, Klaus-Peter Steiger
- 2013: Hermann Klenner, Horst Klinkmann, Helmut Moritz, Herbert Wöltge
- 2014: Erdmute Sommerfeld, Siegfried Wollgast
- 2015: Hans-Otto Dill, Dietmar Linke
- 2016: Ulrich Busch, Peter Knoll, Heinz-Jürgen Rothe
- 2017: Lutz-Günther Fleischer, Armin Jähne, Karin Tempelhoff
- 2018: Klaus Buttker, Hubert Laitko
- 2019: Johann Gross, Adolf Laube, Gerhard Öhlmann
- 2020: Hermann Grimmeiss, Gisela Jacobasch, Walter Schmidt
- 2021: Rainer Feistel, Bernd Junghans, Dorothée Röseberg
- 2022: Werner Ebeling, Jürgen Hofmann, Peter Oehme
- 2023: Ekkehard Höxtermann, Peter Hübner, Klaus Frieder Sieber
- 2024: Reinhard O. Greiling, Hans-Christoph Hobohm
- 2025: Christa Luft, Dietrich Spänkuch, Michael Thomas